# Macairea axilliflora
Macairea axilliflora är en tvåhjärtbladig växtart som beskrevs av John Julius Wurdack. Macairea axilliflora ingår i släktet Macairea och familjen Melastomataceae. Inga underarter finns listade i Catalogue of Life.